# Ray Nelson (rugbista)
Raymond Brian Nelson (n. Glasgow, 11 de junio de 1961) es un exjugador estadounidense de rugby nacido en el Reino Unido que se desempeñaba como fullback.

## Selección nacional
Fue convocado a las Águilas por primera vez en junio de 1983 para enfrentar a los Canucks. Debutó en el día de su 22.º cumpleaños, y anotó nueve puntos.
Nelson jugó su último partido con el equipo nacional en octubre de 1991 contra el XV de la Rosa. En total jugó 25 partidos y marcó 65 puntos.

### Participaciones en Copas del Mundo
Disputó dos Copas del Mundo; Nueva Zelanda 1987 donde en el partido ante los Brave Blossoms, se convirtió en el primer jugador en hacer un full house en la historia del torneo e Inglaterra 1991 donde enfrentó a los All Blacks, al XV de la Rosa y se retiró del seleccionado.
El full house consiste en marcar por lo menos un try, una conversión, un penal y un drop. En total Nelson marcó 32 puntos en los Mundiales teniendo el récord de puntuación de los Estados Unidos hasta 2003, cuando fue roto por Mike Hercus.
| Mundial                       | Sede          | Resultado    | PJ | Tries |
| ----------------------------- | ------------- | ------------ | -- | ----- |
| Copa Mundial de Rugby de 1987 | Nueva Zelanda | Primera fase | 3  | 2     |
| Copa Mundial de Rugby de 1991 | Inglaterra    | Primera fase | 2  | 1     |